# Hotchkiss 25 mm Mle 1938
La mitrailleuse de 25 mm contre-aéroplanes Hotchkiss era un cannone automatico antiaereo francese impiegato nella seconda guerra mondiale.

## Storia
Tra le due guerre mondiali la Francia disponeva ancora di imponenti stock di armi della prima guerra mondiale ed i vertici militari ritenevano, influenzati dalle esperienze di quel conflitto, ritenevano che le versioni antiaeree del leggendario 75 mm Mle. 1897 e le mitragliatrici fossero sufficienti al contrasto dei velivoli. L'industria francese si dimostrò più lungimirante e la Hotchkiss nel 1932 sviluppò e presentò alle autorità militari una mitragliera antiaerea da 25 mm. L'arma fu testata ma non suscitò l'interesse delle forze armate, che ne contestarono la bassa cadenza di tiro, e venne offerta sul mercato estero.
Nel 1935 l'Impero giapponese acquistò le licenze di produzione della più piccola Hotchkiss Mle 1929, dalla quale fu sviluppata la Type 93 e della Hotchkiss 25 mm; da quest'ultima venne realizzata il cannone contraereo Type 96, che equipaggiò la maggior parte delle navi da guerra della Marina imperiale giapponese durante la seconda guerra mondiale.
La Repubblica spagnola acquistò le Hotchkiss 25 mm nel dicembre 1935 per la sua marina. Nel 1936 furono consegnate 5 armi, installate durante la guerra civile sui cacciatorpediniere classe Churruca José Luis Díez, Lepanto e Ulloa, rimanendo in servizio per tutti gli anni quaranta.
Nel 1938 la Romania il pezzo su affusto terrestre singolo Tun antiaerian cu tragere repede Hotchkiss Model 1939, ma i pezzi furono requisiti dalla Francia e consegnati solo nel 1943 tramite l'occupante tedesco. I francesi, infatti, nel frattempo, avevano tratto diverse lezioni tattiche dalla guerra civile spagnola e i vertici militari si resero conto dell'esigenza di un'arma antiaerea moderna a tiro rapido. Il pezzo prescelto fu lo Schneider 37 mm Mle 1930, ma poiché il progetto era ancora immaturo e non pronto alla produzione di massa, l'Armée de terre, percependo come ormai imminente la guerra contro la Germania nazista, corse ai ripari requisendo gli Hotchkiss 25 mm rumeni e avviando immediatamente la produzione.
Il modello requisito e prodotto per l'Armée de terre era il Mitrailleuse de 25 mm sur affût universal Hotchkiss Mle 1938 (dal quale derivava la versione rumena); era un pezzo terrestre su affusto singolo a tripode trainato. Questa versione dimostrò problemi di stabilità durante il tiro e vennero richieste delle modifiche che portarono al Mitrailleuse de 25 mm sur affût universal Hotchkiss Mle 1939; questa versione più pesante, su affusto triangolare trainabile, venne avviata alla produzione di massa.
Anche la Marine nationale si interessò al pezzo, ordinando proprio alla vigilia dell'invasione tedesca l'impianto Mitrailleuse de 25 mm affût semi-fixe Mle 1940 su affusto a piedistallo, raffreddato ad acqua. All'inizio delle ostilità solo pochissimi pezzi erano stati consegnati, mentre la versione binata Mitrailleuse de 25 mm affût semi-fixe Mle 1940 jumelée era ancora in fase di sperimentazione.
Al momento dell'entrata in guerra, la Francia disponeva di 447 Mle 1938, di 390 Mle 1939 e di 147 Mle 1940. Con la resa ai tedeschi, alcuni pezzi rimasero in servizio con le forze di Vichy, mentre i pezzi schierati in Nordafrica furono usati dalle forze della Francia libera. La maggior parte dei pezzi cadde comunque nelle mani della Wehrmacht, che immise in servizio di due modelli terrestri con le denominazioni rispettive 2,5 cm FlaK Hotchkiss 38 e 2,5 cm FlaK Hotchkiss 39.

## Versioni
- Mitrailleuse de 25 mm sur affût universal Hotchkiss Mle 1938 o 25 mm CA Mle 1938: versione terrestre su affusto singolo a tripode, trainabile su un asse; 447 esemplari prodotti[9].
  - peso in batteria: 850 kg
  - alzo: -5°/+80°
  - angolo di tiro: 360°
  - cadenza di tiro: 250 colpi/min
  - tiro utile: 1.000 m[4]
- Mitrailleuse de 25 mm sur affût universal Hotchkiss Mle 1939 o 25 mm CA Mle 1939: versione terrestre su affusto singolo a base triangolare, trainabile previa installazione di due ruote; 390 esemplari prodotti[9].
  - peso in batteria: 850 kg
  - peso in marcia: 1.150 kg
  - alzo: -3°/+100°
  - angolo di tiro: 360°
  - cadenza di tiro: 250-300 colpi/min
  - tiro utile: 1.000 m
  - gittata massima: 7.500 m[10]
- Mitrailleuse de 25 mm affût semi-fixe Mle 1940 o 25 mm CA Mle 1940: versione imbarcata della Marine nationale su affusto a candeliere singolo; 147 esemplari prodotti[9].
- Mitrailleuse de 25 mm affût semi-fixe Mle 1940 jumelée o 25 mm CA Mle 1940J: versione imbarcata della Marine nationale su affusto a candeliere binato; non entrato in produzione a causa della resa della Francia.